# Nikołaj Liniewicz
Nikołaj Pietrowicz Liniewicz (ros. Николай Петрович Линевич, ur. 24 grudnia 1838, zm. 10 kwietnia 1908) – rosyjski generał-lejtnant (1903) i generał-adiutant (1905) piechoty.

## Życiorys
- 1855 – zaczął karierę wojskową jako junkier za panowania Mikołaja I;
- 1877–1878 – uczestnik X wojny rosyjsko-tureckiej 1877-1878;
- 1895 – dowódca Jahno-Usurińskiego oddziału;
- 1900 – dowódca 1 Korpusu Syberyjskiego;
- 1900–1901 – dowódca oddziałów międzynarodowych podczas marszu na Pekin;
- 1903 – dowódca wojsk Wojskowego Okręgu Amurskiego i generał-gubernator Kraju Amurskiego (Аму́рский край);
- 1904 – czasowy dowódca 1 Armii Mandżurskiej do przybycia A. M. Kuropatkina;
- sierpień 1904 – marzec 1905 – dowódca 1 Mandżurskiej Armii.

Od 1903 generał-gubernator Kraju Amurskiego (Аму́рский край), jednostki administracyjnej utworzonej w czasach późnego Imperium na terenach przy rzece Amur, obecnie pokrywający się znacznie z obwodem amurskim.
Dowodził siłami międzynarodowymi w walkach z powstaniem bokserów i brał udział w działaniach podczas wojny rosyjsko-japońskiej 1904-1905, kiedy 3 marca 1905 przejął naczelne dowództwo po zdymisjonowanym po bitwie pod Mukdenem Kuropatkinie. Kiedy na front doszły wieści o zbliżającym się pokoju, Liniewicz wraz z Kuropatkinem w telegramach wysyłanych do Petersburga mówił, że jego podpisanie będzie ogromnym nieszczęściem.
Napisał wydane w 1925 r. wspomnienia "Rosyjsko-japońska wojna 1904-1905".

## Odznaczenia
- Orderem św. Jerzego 3. (5 sierpnia 1900) i 4. stopnia;
- Orderem św. Andrzeja;
- Orderem św. Włodzimierza 3. i 4. stopnia;
- Orderem św. Anny trzech stopni;
- Orderem św. Stanisława trzech stopni;
- belgijskim Orderem Leopolda I 1. stopnia;
- Orderem Szlachetnej Buchary;
- Japońskim Orderem Wschodzącego Słońca 1. klasy i in.